# پیدایش رم

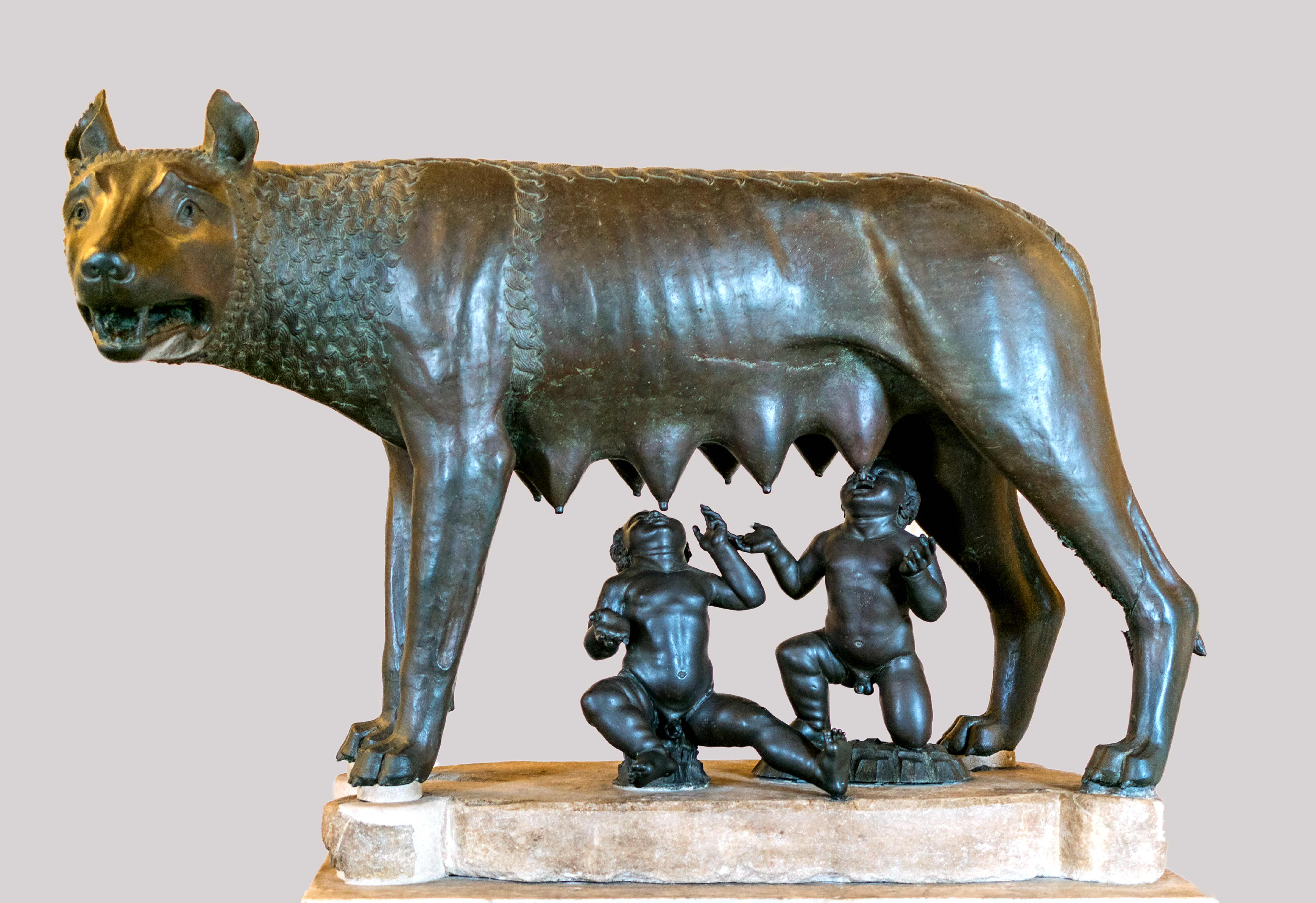
گرگ کاپیتول، مجسمه ای از گرگ تغذیه کننده دوقلوها رموس و رمولوس، معروف‌ترین تصویر مرتبط با تأسیس رم

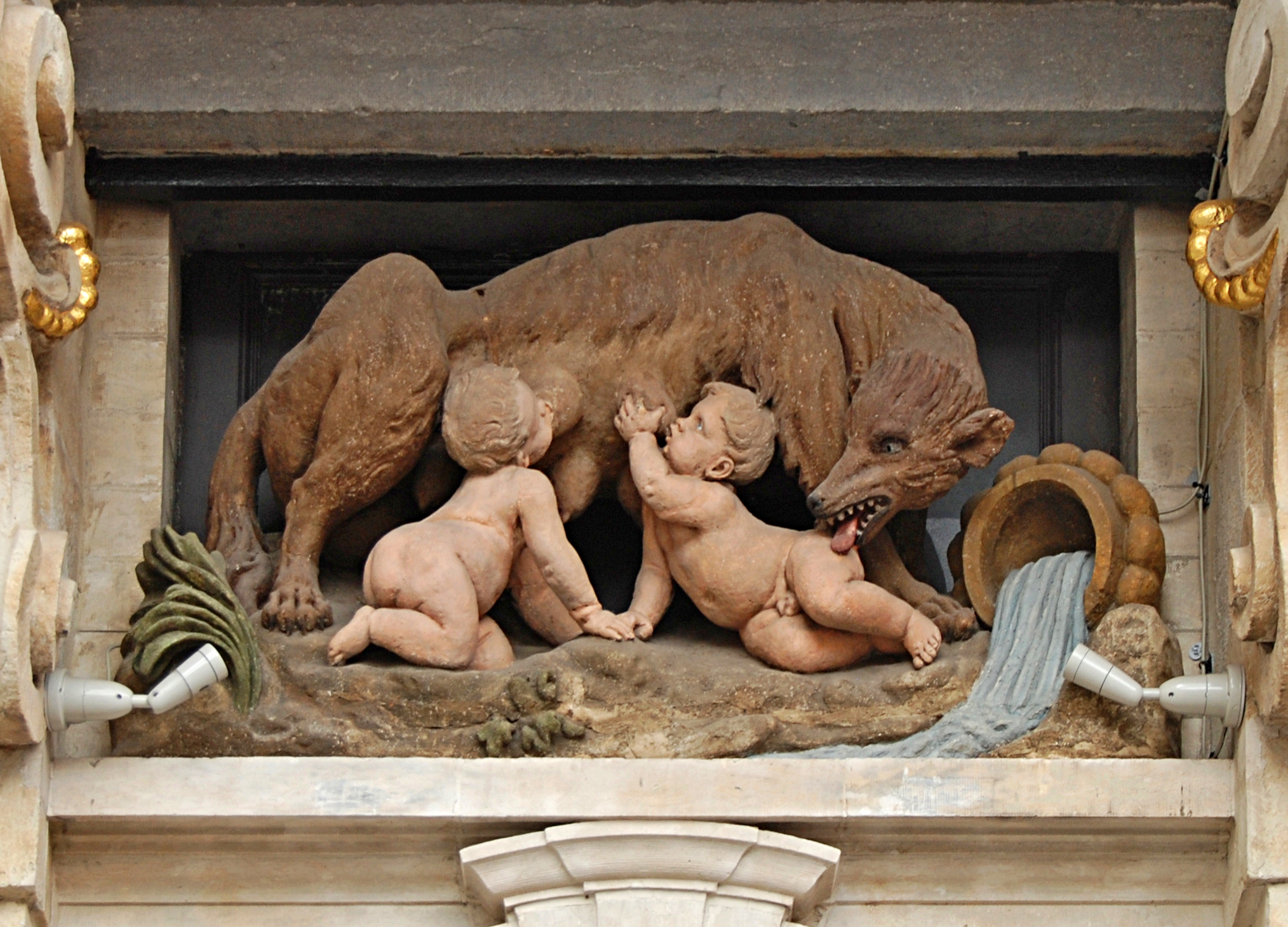
رومولوس و رموس در خانه گرگ در گراند پل بروکسل.

داستان تأسیس رم در داستان‌های سنتی که توسط رومیان باستان به عنوان اولین تاریخ شهرشان از نظر اسطوره و افسانه نقل شده، بازگو می‌شود. آشناترین این اسطوره‌ها، و شاید مشهورترین افسانه‌های رومی، داستان رومولوس و رموس، دوقلوهایی است که در قرن ۸ قبل از میلاد توسط گرگ به عنوان نوزاد شیر خوردند و مراقبت شدند. در روایتی دیگر که قبل تر بیان شده، ادعا می‌شود که مردم روم از نژاد قهرمان جنگ تروا، آینئاس، که پس از جنگ به ایتالیا گریخت، و پسر او، یولوس (بزرگِ خاندانِ یولیا، خاندانی که ژولیوس سزار خود از آن برخاسته‌است) بود. شواهد باستان‌شناسی مربوط به استقرار انسان در منطقه رم امروزی ایتالیا مربوط به حدود ۱۴۰۰۰ سال پیش است.

## نام رم
در مورد ریشه‌شناسی نام شهر اتفاق نظر وجود ندارد. تیتوس لیویوس، تاریخ‌نگار رومی، در کتابش، از پیدایش روم، می‌گوید که این کلمه برگرفته از نام رومولوس، بانی شهر، است. ژان-ژاک روسو (۱۷۱۲–۱۷۷۸) کلمه یونانی "ῥώμη" (rhōmē) را به معنی "قدرت" پیشنهاد کرد. یک نظریه مدرن ریشه‌شناسی معتقد است که نام این شهر ریشه اتروسک (و شاید ریشه نام برای خود شهر باشد، گرچه این قابل اثبات نیست)، که برگرفته از نام، "رودخانه رومون" است.